# Collège militaire royal de Duntroon

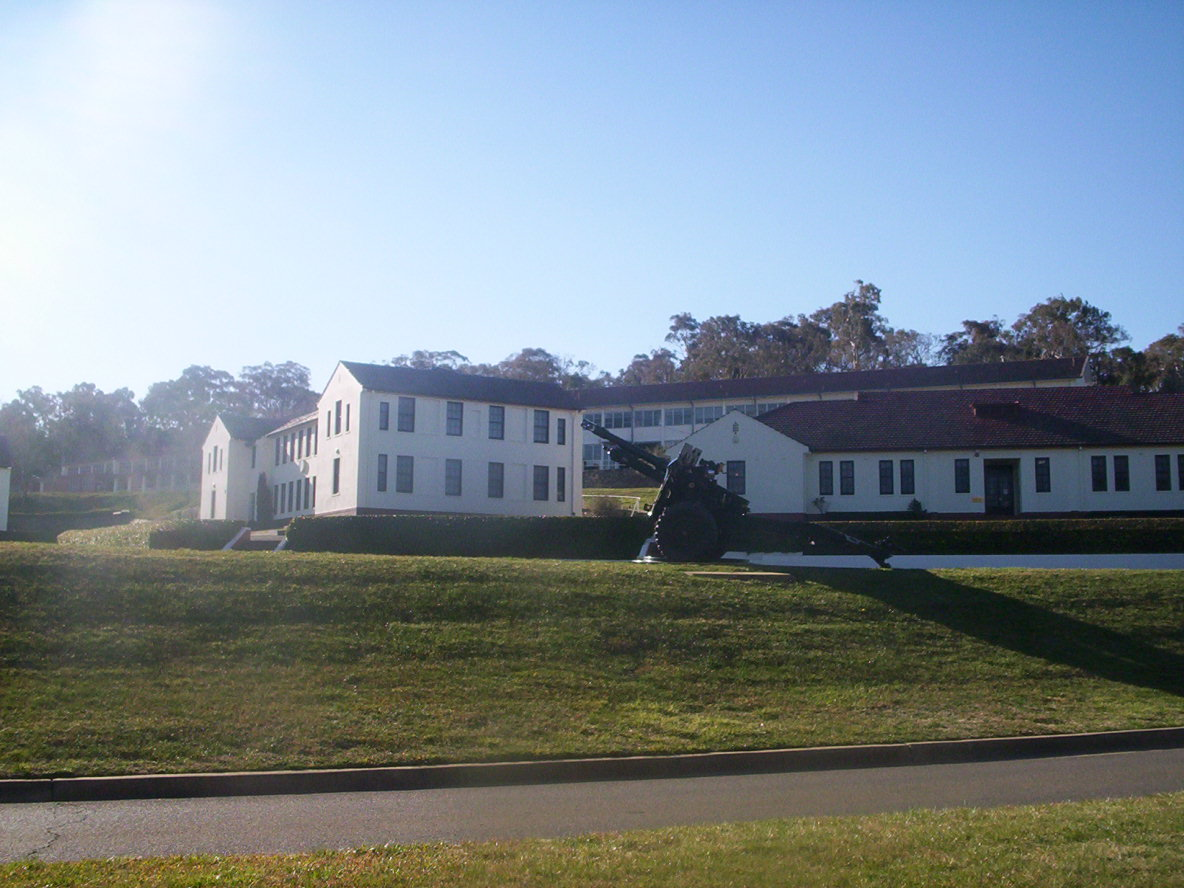
Le collège militaire royal de Duntroon.

Le collège militaire royal (RMC) est une école de l'armée australienne qui forme les élèves-officiers (Staff Cadets en anglais).
L'école est située dans le quartier de Duntroon à Canberra.

## Histoire
Duntroon a été inauguré le 27 juin 1911 par le gouverneur général d'Australie, William Ward.
L'école est située sur l'ancienne ferme de la famille Campbell à Canberra. La famille avait donné le nom de « Duntroon » à leur propriété en souvenir de leur ancien château, le château de Duntrune sur le loch Crinan à Argyll, en Écosse. Le gouvernement australien commença par louer la propriété pendant deux ans avant de la racheter. 
Le premier commandant de l'école fut le général de division William Throsby Bridges, qui mourut après avoir été blessé à la bataille des Dardanelles. Sur ses conseils, le collège fut conçu selon le modèle du Collège militaire royal du Canada et des collèges militaires britanniques et américains. 
L'école forme aussi les élèves-officiers de réserve. Les élèves réservistes commencent leur formation militaire dans des régiments de formation répartis un petit peu sur tout le continent. Ils prennent leur temps de formation sur leur temps libre à raison d'une nuit par semaine et d'un week-end par mois. Les six dernières semaines de formation se font à Duntroon. En janvier 2008, la durée de la formation a été ramenée à 104 jours, l'intégralité de la formation étant faite dans le centre de formation. 
Après 18 mois passés dans l'école, les élèves obtiennent leur « Diploma of Arts (Military) ».

## Régiments de formation des élèves officiers de réserve
- Melbourne University Regiment (en) (MUR)
- Monash University Regiment (en) (MonUR)
- Queensland University Regiment (en)n (QUR) (y compris la North Queensland Company)
- University of New South Wales Regiment (UNSWR)
- Sydney University Regiment (en) (SUR) (y compris l'Australian National University (ANU) Company)
- Adelaide University Regiment (AUR) (y compris la North Australia Company)
- Western Australia University Regiment (WAUR)
- University of Tasmania Company (UTC)

## Livres
- (en) A. C. T. 'Notes on the Royal Military College Duntroon 1938' Royal Military College 1938
- (en) C. D. Coulthard-Clark, Duntroon: the Royal Military College of Australia, 1911-1986, Sydney Boston, Allen & Unwin, 1986, 367 p. (ISBN 978-0-868-61883-8)
- (en) Australia Dept Defence Duntroon. Royal Military College (Paperback - 1977)
- (en) J. E Lee 'Duntroon, the Royal Military College of Australia, 1911-1946' 1952
- (en) Bruce Moore 'A lexicon of cadet language: Royal Military College, Duntroon, in the period 1983-1985' 1993
- (en) G Solomon A Poor Sort of Memory: a Personal Memoir of the Royal Military College Duntroon  1978